# Шутрук-Наххунте III
Шутрук-Наххунте III (д/н — бл. 699 до н. е.) — цар Еламу близько 717—699 років до н. е. Низка дослідників рахує його як Шутрук-Наххунте II, не враховуючи царя з таким іменем з династії Шутрукидів. Також відомий як Шутур-Наххунте II.

## Життєпис
Походив з династії Хумбан-тахрідів. Син Індади та доньки царя Хумбан-тахрахи. При народженні отримав ім'я Шутур-Наххунте. Близько 717 року до н. е. після смерті вуйка Хумбан-нікаша I посів трон. Згодом змінив ім'я на Шутрук-Наххунте та прийняв титул цар Аншана і Суз. З незрозумілих причин сусіди продовжували йменуватися еламського царя Шутур-Наххунте.
В одній зі своїх написів Шутрук-Наххунте III називав себе «помножувачем моєї держави, що володіє троном Еламу, спадкоємцем царства в Еламі, улюбленим слугою богів Хумпана і Іншушинака». При цьому підкреслює, що три в минулому могутніх царя об'єдналися в ім'я його блага і тому йому дісталася царська влада. Мабуть, в Еламі вважали, що душі покійних здатні об'єднатися з метою втручання в земні справи. З трьох царів, на підтримку яких посилається Шутрук-Наххунте III, відомі лише Хутелутуш-Іншушинак і Шілхіна-хамру-лагамар, тобто останні два царя з династії Шутрукідів. Третім, припускають дослідники, був Хумбан-нумена II, чиїм «сином» (нащадком) Шутрук-Наххунте III називає себе майже в усіх своїх написах. З огляду на це припускають, що батько царя був якимось нащадком останніх Шутрукідів (при цьому ймовірно був місцевих володарем), а за жіночою лінією належав до правлячої династії.
Відновив активну зовнішню політику. Спочаткузайняв місто Карінташ. За цим підкорив каситські племена Загросу (в сучасному Лурестані), внаслідок чого значно розширив межі держави на північному заході. За цар Шутрук-Наххунте III у напису на сетлі (присвячену храму Іншушинака в Сузах) повідомляв про підкорення 32 областей.
В подальшому встановив зверхність над невеличким царством Аяпір. 711 року до н. е. втрутився у боротьбу за владу в царстві Елліпі (розташовувалося між Вавилонією і мідійськими племенами), підтримавши претендента Нібію. Тут стикнувся з ассирійцями, від яких зазнав поразки. В результаті на трон Елліпі було посаджено ассирійського васала Іспабару.
710 року до н. е. вавилонський цар Мардук-апла-іддіна II зазнав поразки від ассирійського царя Шаррукіна II. Незважаючи на союзницькі відносини Шутрук-Наххунте III спочатку відмовив вавилонянину в притулку, але отримавши багатідорунки виступив йому на допомогу. У відповідь ассирійці захопили еламські міста Сам'уму, Баб-Дурі, Дур-Атара, Бубу, Телль-Хумбу. Але не зміг захопити місто Біт-Імбі. В результаті цар Еламу визнав зверхність Ассирії, походивши сплачувати данину, відавши як заставу місто Бірта.
705 року до н. е. після смерті Шаррукіна II еламський володар виступив проти Ассирії, надавши Мардук-апла-іддіну II 80-тисячне військо на чолі із Нергал0наширом і Таннану. Також вступив у широку антиассирійську коаліцію від Вавилонії до Єгипту. 704 року до н. е. вдалося відвоювати Вавилон. Але вже 703 року до н. е. у вирішальній битві біля міста Кіш еламо-вавилонське військо зазнало нищівної поразки. Втім Шутрук-Наххунте III підтримував повстання у Вавилонії до 700 року до н. е., коли Мардук-апла-іддіна II зазнав остаточної поразки й втік до Еламу. Тут Шутрук-Наххунте III подарував колишньому вавилонському цареві місто Нагіду на одному з островів в дельті річок Карху та Керхе.
З цього часу ассирійська загроза посилилася, оскільки усі сусідні держави були підкорені ассирійським царем Сін-аххе-ерібою. Невдачі послабили авторитет еламського царя серед знаті та військових. 699 року дон. е. його було повалено молодшим братом Халлутуш-Іншушинаком II.